# メアリーの子羊
「メアリーの子羊」(Mary Had a Little Lamb)は、ウイングスが1972年に発表した楽曲、及び同曲を収録したシングル。

## 解説
ウイングス2枚目のシングルとして、同年5月12日に発売された。B面は「リトル・ウーマン・ラヴ」。2曲ともオリジナル・アルバム未収録だったが、「ポール・マッカートニー・コレクションシリーズ」のCD『ワイルド・ライフ』に、ボーナス・トラックとして収録されている。先立ってのファースト・シングル「アイルランドに平和を」が、政治色が濃く放送禁止処分を受けたのとは一転し、ほのぼのとした童謡調に仕上がっている。
タイトル及び歌詞は、19世紀米国の童謡「メリーさんのひつじ」(Mary had a little lamb)から取っているが、この曲での「メアリー」にはマッカートニーとリンダ・マッカートニーの長女、メアリー・マッカートニーが擬されている。バックコーラスにはリンダ、メアリー、リンダの連れ子であるヘザーが加わっている。
地元イギリスでは9位を記録したが、アメリカでは28位に終わった。

## 収録曲
| #         | タイトル                                      | 作詞・作曲                                    | 時間 |
| --------- | --------------------------------------------- | --------------------------------------------- | ---- |
| 1.        | 「メアリーの子羊」(Mary Had a Little Lamb)    | ポール・マッカートニー リンダ・マッカートニー | 3:32 |
| 2.        | 「リトル・ウーマン・ラヴ」(Little Woman Love) | ポール・マッカートニー リンダ・マッカートニー | 2:09 |
| 合計時間: | 合計時間:                                     | 合計時間:                                     | 5:41 |

## 演奏者
- ポール・マッカートニー - ボーカル、バッキング・ボーカル、ベースギター、パーカッション、ピアノ
- リンダ・マッカートニー - バッキング・ボーカル、キーボード、マラカス
- デニー・レイン - バッキング・ボーカル、エレキ・ギター、ベースギター
- ヘンリー・マカロック - バッキング・ボーカル、エレキ・ギター、マンドリン
- デニー・シーウェル - バッキング・ボーカル、ドラムス、パーカッション、シロフォン
- ヘザー・マッカートニー - バッキング・ボーカル

## カヴァー
- ヤング101 - NHK総合テレビジョンの音楽番組『ステージ101』のアルバム『愛の限界』（1972年）に増永直子の日本語詞で収録。